# Pommersches Urkundenbuch
Das Pommersche Urkundenbuch (kurz: PUB, seltener: P.U.B.) ist ein Urkundenbuch zur mittelalterlichen Geschichte Pommerns. Es vereint die Texte aller überlieferten diplomatischen Quellen zur Geschichte dieses Territoriums von den ersten schriftlichen Überlieferungen bis zum Anfang des 14. Jahrhunderts. Es gilt noch gegenwärtig als eine bedeutende Quellenedition zur mittelalterlichen Geschichte Pommerns und stellt eines der wichtigsten Grundlagenwerke der pommerschen Geschichtsforschung für den Betrachtungszeitraum dar.
Seit 1868 sind bislang 11 Bände erschienen, zuletzt der 11. Band im Jahre 1990. Der 1. Band ist im Jahre 1970 in zweiter Auflage erschienen, neu bearbeitet durch den Historiker Klaus Conrad.

## Inhaltsverzeichnis
- Band 1. Abt. 1: Robert Klempin: 786–1253. Regesten, Berichtigungen und Ergänzungen zu Hasselbach’s und Kosegarten’s Codex Pomeraniae diplomaticus. In Commission bei Th. von der Rahmer, Stettin 1868. (Digitalisat in der Kujawsko-Pomorska Digitalen Bibliothek bzw. Digitalisat im Münchener Digitalisierungszentrum)
- Band 1. Abt. 2: Rodgero Prümers: Annalen und Abt-Reihe des Klosters Colbatz, Todtenbuch und Abt-Reihe des Klosters Neuencamp, Personen und Orts-Register. In: Commission bei Th. von der Rahmer, Stettin 1877 (Digitalisat in der Kujawsko-Pomorska Digitalen Bibliothek bzw. Digitalisat in der Digitalen Bibliothek Mecklenburg-Vorpommern)
- Band 1, 2. Auflage: Klaus Conrad: 786–1253 / Teil 1. Urkunden. Köln und Wien 1970.
- Band 1, 2. Auflage: Klaus Conrad: 786–1253 / Teil 2. Register. Köln und Wien 1970.
- Band 2. Abt. 1: Rodgero Prümers: 1254–1278. In: Commission bei Th. von der Rahmer, Stettin 1881 (Digitalisat in der Kujawsko-Pomorska Digitalen Bibliothek)
- Band 2. Abt. 2: Rodgero Prümers: 1278–1286. In: Commission bei Th. von der Rahmer, Stettin 1885 (Digitalisat in der Kujawsko-Pomorska Digitale Bibliothek)
- Band 3. Abt. 1: Rodgero Prümers: 1287–1295. Friedr. Nagelsche Buchhandlung, Stettin 1888 (Digitalisat in der Kujawsko-Pomorska Digitalen Bibliothek)
- Band 3. Abt. 2: Rodgero Prümers: 1296–1300: mit Personen-, Orts- und Sachregister für den II. u. III Band. Friedr. Nagel (Paul Niekammer), Stettin 1891 (Digitalisat in der Kujawsko-Pomorska Digitalen Bibliothek)
- Band 4. Abt. 1: Georg Winter: 1301–1306. Paul Niekammer, Stettin 1902 (Digitalisat in der Kujawsko-Pomorska Digitalen Bibliothek)
- Band 4. Abt. 2: Georg Winter: 1307–1310. Paul Niekammer, Stettin 1903 (Digitalisat in der Kujawsko-Pomorska Digitalen Bibliothek)
- Band 5. Abt. 1: Otto Heinemann: 1311–1316. Paul Niekammer, Stettin 1903 (Digitalisat in der Kujawsko-Pomorska Digitalen Bibliothek)
- Band 5. Abt. 2: Otto Heinemann: 1317–1320. Paul Niekammer, Stettin 1905 (Digitalisat in der Kujawsko-Pomorska Digitalen Bibliothek)
- Band 6. Abt. 1: Otto Heinemann: 1321–1324. Paul Niekammer, Stettin 1906 (Digitalisat in der Kujawsko-Pomorska Digitalen Bibliothek)
- Band 6. Abt. 2: Otto Heinemann: 1325. Nebst Nachträgen und Ergänzungen zu Band I-VI,1. Paul Niekammer, Stettin 1907 (Digitalisat in der Kujawsko-Pomorska Digitalen Bibliothek)
- Band 7: Hans Frederichs u. Erich Sandow: 1326–1330. Mit Nachträgen zu Band 1–7. Aalen 1958.
- Band 8: Erwin Assmann: 1331–1335, Köln 1961
- Band 9: Brigitte Poschmann: 1326–1335. Register zu Band 7 und 8. Köln 1962.
- Band 10: Klaus Conrad: 1336–1340 / Teil 1. Urkunden. Köln 1984.
- Band 10: Klaus Conrad: 1336–1340 / Teil 2. Register. Köln 1984.
- Band 11: 1341–1345 / Teil 1. Urkunden. Köln 1990.
- Band 11: 1341–1345 / Teil 2. Register. Köln 1990.